# Pieter Jacobsz. Spaans
Pieter Jacobsz. Spaans (Avenhorn, 9 maart 1792 - aldaar, 24 december 1855) was een Nederlands politicus.

## Leven en werk
Spaans werd in 1792 geboren als zoon van Jacob Spaans en Stijntje Nierop. Zijn ouders overleden toen hij omstreeks tien jaar oud was. Hij was aanvankelijk veerschipper in Avenhorn. Vanaf 1845 was hij burgemeester van de gemeente Avenhorn en Oostmijzen. Vanaf 1853 was hij tevens burgemeester van Scharwoude en van Grosthuizen. Spaans overleed op 24 december 1855.
Spaans was getrouwd met Maartje Boon. Na haar overlijden hertrouwde hij met Antje Wijdenes. Een zoon uit het tweede huwelijk, Cornelis Wijdenes Spaans, was later eveneens burgemeester van Avenhorn.